# Johan Deysel

a Compétitions nationales et continentales officielles uniquement.

b Matchs officiels uniquement.
Dernière mise à jour le 2 mai 2024.
Johan Deysel, né le 26 septembre 1991 à Windhoek (Namibie), est un joueur international namibien de rugby à XV jouant au poste de centre.

## Carrière

### En club
Johan Deysel évolue d'abord en Varsity Cup (championnat universitaire sud-africain) avec les NWU Pukke (club de l'université de Potchefstroom) entre 2011 et 2016.
Il commence sa carrière professionnelle en 2014 avec la province des Leopards en Vodacom Cup. Il dispute son premier match le 7 mars 2014 en entrant en jeu contre les Golden Lions. Toujours avec les Leopards, il fait ses débuts en Currie Cup plus tard la même année.
En 2016, Il est retenu dans le groupe élargi provisoire de la franchise des Sharks en Super Rugby. Il sera ensuite sélectionné dans le groupe définitif, mais ne jouera pas le moindre match. Il est à nouveau retenu par les Sharks pour la saison 2017 de Super Rugby.
En septembre 2018, il rejoint le club de Colomiers rugby en Pro D2 en tant que joker de Grégoire Maurino,. En février 2019, il prolonge son contrat avec le club haut-garonnais jusqu'en 2021. Puis, en décembre 2020, il prolonge de deux ans supplémentaires en s'engageant jusqu'à la fin de la saison 2022-2023 avec les Columérins. En juin 2023, après cinq saisons et 74 matchs avec Colomiers, il n'est pas conservé et quitte le club.
Johan Deysel retrouve un club en mars 2024, lorsqu'il rejoint le Wanderers RC pour évoluer dans le Championnat namibien,.

### En équipe nationale
Johan Deysel obtient sa première cape internationale avec l'équipe de Namibie le 16 novembre 2013 à l’occasion d’un match contre l'équipe du Kenya à Windhoek.
Il fait partie du groupe namibien choisi par Phil Davies pour participer à la Coupe du monde 2015 en Angleterre. Il dispute trois matchs de cette compétition, contre la Nouvelle-Zélande, les Tonga et l'Argentine. Lors du match perdu 51-14 contre les All Blacks, il marque le seul essai namibien après avoir battu trois défenseurs.

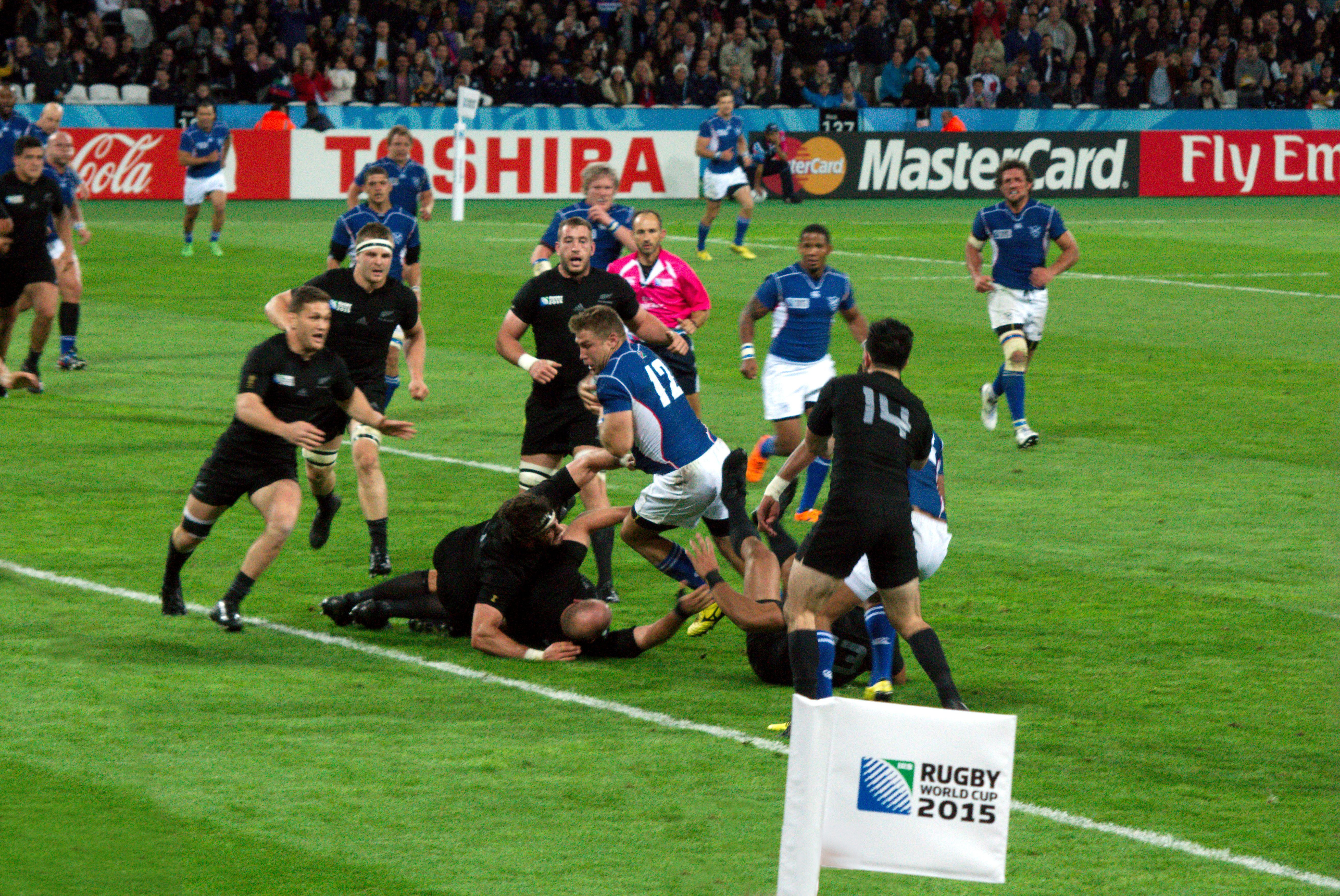
Johan Deysel inscrivant un essai face à la Nouvelle-Zélande lors de la coupe du monde 2015

En septembre 2019, il retenu par le sélectionneur Phil Davies pour disputer la Coupe du monde au Japon, et est nommé capitaine de l'équipe pour la compétition. Il manque le match d'ouverture à cause d'une blessure à l'épaule, puis dispute les deux matchs de poule de son équipe contre l'Afrique du Sud et la Nouvelle-Zélande,.
En 2022, toujours comme capitaine, il participe à la qualification de son équipe pour la Coupe du monde 2023 en remportant la Coupe d'Afrique.
Le 21 août 2023, il est nommé au sein du groupe namibien sélectionné par Allister Coetzee pour participer à la Coupe du monde en France. Il participe ainsi à son troisième mondial. Il est titulaire lors des trois premiers matchs de son pays, face à l'Italie, la Nouvelle-Zélande et la France. Lors du match face à la France, il écope d'un carton rouge pour un placage dangereux sur le demi de mêlée Antoine Dupont, le blessant au visage. Il s'excuse par la suite pour ce geste accidentel, mais reçoit tout de même une importante quantité d'insultes sur les réseaux sociaux pour avoir blessé la star française,. Jugé en commission de discipline, il écope d'une suspension de six matchs, lui faisant ainsi manquer la dernière rencontre de la Coupe du monde.

## Palmarès

### En club
Néant

### En équipe nationale
- Vainqueur de la Coupe d'Afrique en 2014, 2016, 2018 et 2021-2022.

## Statistiques internationales
- 31 sélections avec la Namibie depuis 2013
- 45 points (9 essais)
- Participation aux Coupes du monde 2015 (3 matchs), 2019 (2 matchs) et 2023 (3 matchs).